# Instituut voor Natuurwetenschappen

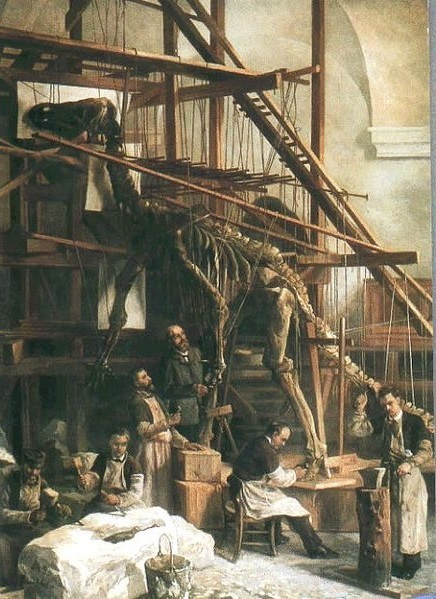
Louis De Pauw houdt toezicht op de reconstructie van een skelet van een iguanodon, rond 1882-1885.

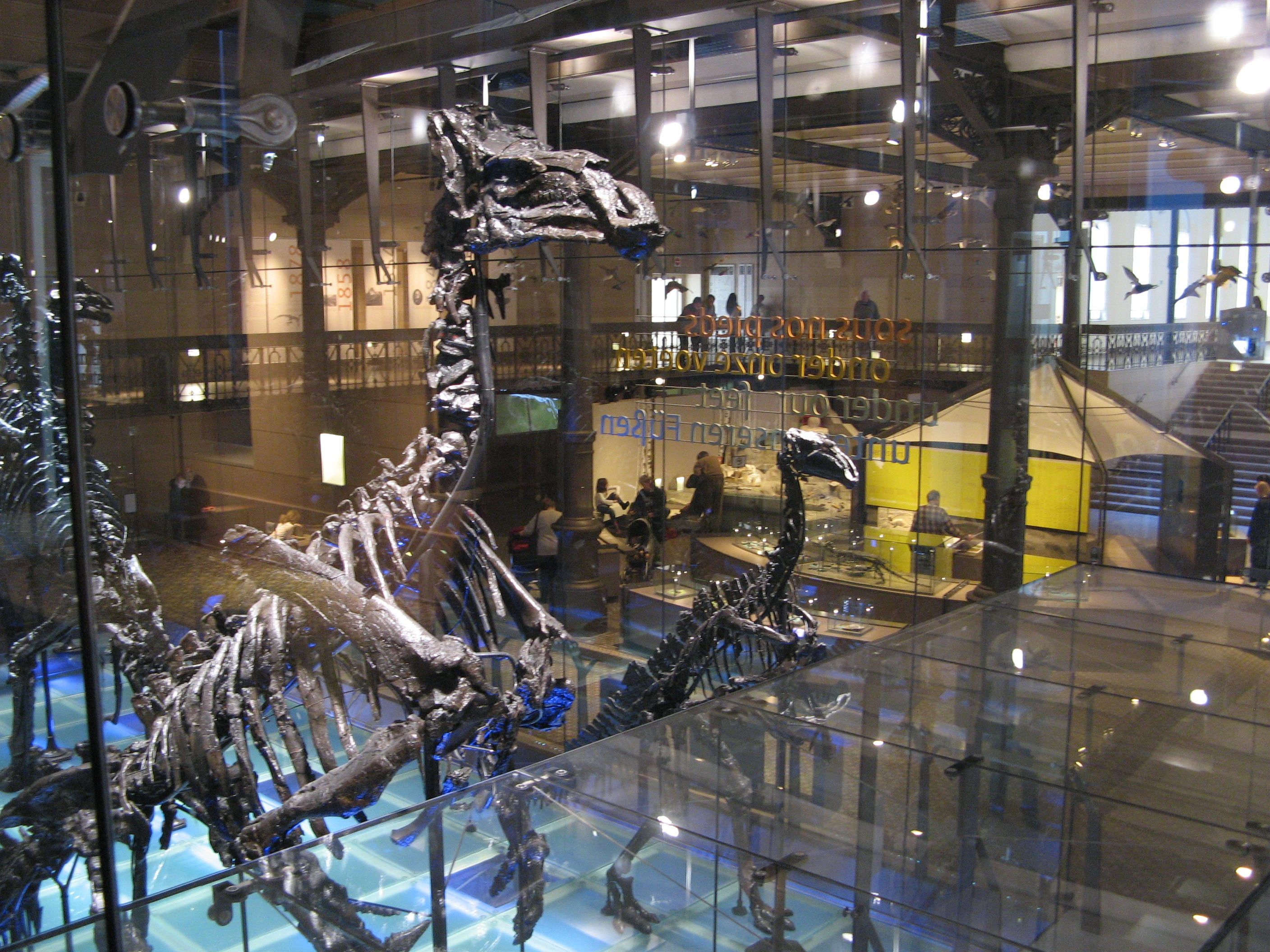
Skelet van Iguanodon bernissartensis (links) en van Mantellisaurus atherfieldensis (rechts) uit het Bovenste-Barremien tot Onderste-Aptien (Onder-Krijt) van Bernissart.

Het Instituut voor Natuurwetenschappen is de algemene benaming voor het Koninklijk Belgisch Instituut voor Natuurwetenschappen (KBIN), gevestigd in Brussel. Het betreft een internationaal befaamd centrum voor wetenschappelijk onderzoek. Het museum heeft uitgebreide collecties en het ontvangt jaarlijks ongeveer 350 000 bezoekers, waarmee het een van de drukst bezochte musea van België is.

## Geschiedenis
Het museum vindt zijn oorsprong in een natuurhistorisch kabinet door Karel van Lotharingen ingericht in 1751.
De restanten hiervan deden het Museum van de Centrale School ontstaan.
In 1846 werd het museum overgenomen door de Belgische staat en werd aldus het Koninklijk Natuurhistorisch Museum van België opgericht. 
In 1948 werd dit het Koninklijk Belgisch Instituut voor Natuurwetenschappen: een benaming die de de puur wetenschappelijke insteek benadrukt.  
Het instituut bevindt zich aan de rand van het Leopoldpark, in de Vautierstraat nummer 29.

## Activiteiten
Er worden verschillende activiteiten aangeboden aan de bezoekers (zowel individuele bezoekers, families als scholen en groepen): geleide bezoeken, PaleoLAB, ateliers, DinoNight, verjaardagsfeestjes, ...

## Collecties
Het Instituut telt ongeveer 38 miljoen specimens: meer dan 20 miljoen insecten en ongeveer 15 miljoen andere recente ongewervelden.
Blikvanger in het museum zijn de 30 complete exemplaren van de iguanodons van Bernissart. Verder:
- de mammoet van Lier (het grootste mammoetskelet van België);
- het oudste gekend wiskundig voorwerp (het Ishango-beentje);
- de neanderthalers van Spy;
- de hondenschedel van Goyet, afkomstig van het oudste gedomesticeerde dier dat ooit is gevonden;
- enkele walvisachtigen.

Het museum heeft de volgende permanente tentoonstellingen:

### Galerij van De Mens - onze evolutie
In de Galerij van de Evolutie wordt ingezoomd op zes belangrijke hoofdstukken van de evolutie: de cambrische explosie, het rijke waterleven van het devoon, de verovering van het land tijdens het carboon, de woelige zeeën van de jura, de opkomst van de zoogdieren in het eoceen en de impact van de mens in het heden. Er wordt ook in de toekomst gekeken.

### Galerij van De Mens - ons lichaam
Hier wordt er aandacht besteed aan de evolutie van de mens, van de meest primitieve soort (Sahelanthropus tchadensis) tot de hedendaagse mens (Homo sapiens). Deze zone verkent ook de evolutie van embryo tot volwassene.

### 250 jaar Natuurwetenschappen
In deze zaal staan enkele opmerkelijke stukken uit de collectie van het museum opgesteld. Er staat o.a.:
- een meteoriet uit Antarctica,
- een fossiele boomstronk uit het bos van Hoegaarden,
- de mammoet van Lier,
- het oudste gekend wiskundig voorwerp (het Ishango-beentje).

### Zaal van de Mosasauriërs
Hier wordt o.a. het bijna volledige skelet van Hainosaurus bernardi (een soort mosasaurus) tentoongesteld die gevonden werd in de krijtgroeve van Ciply in 1884.

### Mineralogie(mineralenzaal)
Collectie (2025) met o.a.:
- fluorescerende mineralen;
- tienduizenden tweelingkristallen;
- meer dan 1600 meteorieten, waaronder de zes die in België werden gevonden;
- een staaltje maangesteente.

De collectie bevat meer dan 35000 stukken (ruim 80% van de soorten die wereldwijd werden beschreven). 

### Galerij van de dinosauriërs
De Galerij van de Dinosauriërs is de grootste zaal van Europa die volledig in het teken staat van de dinosauriërs. Tientallen exemplaren op een oppervlakte van meer dan 3000 m² vertellen hoe ze ontdekt werden, leefden en evolueerden.
Blikvanger is de collectie iguanodons. In 1878 vond men diep in de steenkoolmijn van Bernissart een dertigtal skeletten van een toen nog onbekende dinosauriër. George Albert Boulenger en Pierre-Joseph Van Beneden wezen in 1881 de skeletten toe aan twee soorten: Iguanodon bernissartensis en Iguanodon mantelli (nu Mantellisaurus atherfieldensis).
In een 300 m² grote en 3 verdiepingen hoge glazen kooi worden 8 authentieke skeletten van Iguanodon bernissartensis tentoongesteld, verder een uitstekend bewaard skelet van Mantellisaurus atherfieldensis.
In de kelderverdieping is te zien hoe en in welke houding de skeletten gevonden werden.

### Levende Planeet
Galerij over biodiversiteit te land, ter zee en in de lucht.
Op een oppervlakte van 2000 m² bevinden zich meer dan 850 specimens, aanraakbare 3D-modellen, visuele media en geluidsfragmenten.

### BiodiverCITY
BiodiverCITY is een specifieke tentoonstelling over stedelijke biodiversiteit, met foto's, films en computersimulaties.

### Tijdelijke tentoonstellingen
Het museum biedt tijdelijke tentoonstellingen aan rond actuele thema's.

## Bibliotheek
De wetenschappelijke bibliotheek van het museum beschikt over een van de grootste natuurwetenschappelijke collecties van West-Europa en telt meer dan 300 000 monografieën en 10 000 tijdschrifttitels. Verder bevat de cartotheek ruim 35 000 kaarten van verschillende cartografische disciplines.